# قردانلو (غرمخان)
قردانلو (بالفارسية: قردانلو) هي قرية تقع في إيران في قسم غرمخان الريفي.